# 小行星3177
小行星3177（3177 Chillicothe）是一颗绕太阳运转的小行星，为主小行星带小行星。该小行星于1934年1月8日发现。
該小行星以美國俄亥俄州的城市奇利科西命名。

## 轨道参数
小行星3177的轨道半长轴为2.6325831 UA，离心率为0.150。